# Citrus japonica
Espèce
Synonymes
- Atalantia hindsii (Champ. ex Benth.) Oliv.[1]
- Citrofortunella madurensis (Lour.) D.Rivera & al.[1]
- Citrus aurantium var. globifera Engl.[1]
- Citrus erythrocarpa Hayata[1]
- Citrus hindsii (Champ. ex Benth.) Govaerts[1]
- Citrus inermis Roxb.[1] [2]
- Citrus japonica var. fructu-elliptica Siebold & Zucc.[1]
- Citrus japonica var. madurensis (Lour.) Guillaumin[3]
- Citrus japonica Thunb.[2]
- Citrus kinokuni Yu.Tanaka[1]
- Citrus madurensis Lour.[1] [3] [2]
- Citrus nobilis var. inermis (Roxb.) Sagot[1]
- Citrus × aurantium subvar. madurensis (Lour.) Engl.[3]
- Citrus (Thunb.) Hook. f.[2]
- Fortunella bawangica C.C.Huang[1]
- Fortunella chintou (Swingle) C.C. Huang[1]
- Fortunella hindsii (Champ. ex Benth.) Swingle[1]
- Fortunella japonica (Thunb.) Swingle (préféré par GRIN)[2]
- Fortunella japonica (Thunb.) Swingle[1]
- Fortunella margarita (Lour.) Swingle[1]
- Fortunella obovata Tanaka[1]
- Fortunella venosa (Champ. ex Benth.) C. C. Huang[2]
- Limonia monophylla Lour.[1]
- Sclerostylis hindsii Champ. ex Benth.[1]
- Sclerostylis venosa Champ. ex Benth.[1]
- Sclerostylis vensoa Champ. ex Benth.[2]
- × Citrofortunella madurensis (Lour.) D. Rivera & al.[3]

Citrus japonica est une espèce d'agrumes du genre Citrus, synonyme de Fontunella japonica communément appelée kumquat.
La taxonomie actuelle reconnait les espèces Eurofortunella et Protocitrus.
Chez Protocitrus, le kumquat de Hong Kong est synonyme de Fontunella hindsii Swingle = Citrus japonica hindsii.
Eurofortunella inclus :
- Fontunella crassifolia Swingle = Citrus japonica 'crassifolia' Swingle (le kumquat Meiwa),
- Fontunella japonica Swingle[5] = Citrus japonica (Thumb) Swingle[6] (le kumquat marumi, kumquat rond)[7],
- Fontunella margarita Swingle = Citrus japonica 'margarita' Swingle (le kumquat ovale ou Nagami),
- Fontunella obovata Swingle = Citrus japonica 'margarita' Swingle (le kumquat Fukushu),

## Synonymie
Citrus japonica Thunb. 1780 a été décrit et classé par Swingle en Fortunella japonica (Thunb.) Swingle, 1915.
La liste des sous-espèces et variétés selon Tropicos (5 avril 2018) et NCBI (5 avril 2018) est :
- sous-espèce Citrus japonica subfo. crassifolia (Swingle) Hiroë - Kumquat Meiwa[11]
- sous-espèce Citrus japonica subfo. hindsii (Champ. ex Benth.) Hiroë - Kumquat de Hong Kong
- sous-espèce Citrus japonica subfo. margarita (Lour.) Hiroë - Kumquat Nagami ou kumquat ovale aussi  Citrus japonica var. margarita (Lour.) Guillaumin

et
- Citrus japonica var. madurensis (Lour.) Guillaumin - Le calamondin n'est pas un kumquat.